# David Roads
David Roads (nacido el 17 de febrero de 1983 en Warrnambool, Victoria, Australia) es un músico australiano. Es apodado como Dave. Fue el guitarrista rítmico y uno de los coristas de la banda de hard rock australiana Airbourne hasta 2017.

## Carrera musical

### Airbourne
Trabajaba en el Criterion Hotel en Warrnambool, Victoria, Australia. Allí, conoció a Joel O'Keeffe, que estaba buscando gente para formar una banda de hard rock junto a su hermano Ryan. David aceptó la propuesta de unirse a la banda. Grabaron un EP, llamado Ready to Rock y tres álbumes de estudio, llamados Runnin' Wild, que fue lanzado en 2007, No Guts. No Glory., que fue lanzado en 2010 y Black Dog Barking, que fue lanzado en 2013.

## Discografía

### Álbumes de estudio
| Título             | Fecha de lanzamiento                                       | Discográfica                   | Productor    |
| Runnin' Wild       | 28 de enero de 2008 29 de enero de 2009 30 de mayo de 2009 | Roadrunner Records             | Bob Marlette |
| No Guts. No Glory. | 8 de marzo de 2010                                         | Roadrunner Records EMI Records | Johhny K     |
| Black Dog Barking  | 17 de mayo de 2013 21 de mayo de 2013                      | Roadrunner Records             | Brian Howes  |

### EP
| Título        | Fecha de lanzamiento | Discográfica          | Productor     |
| Ready to Rock | 2004                 | Sik Kitty Productions | Independiente |

### Álbumes en vivo
| Título               | Fecha de lanzamiento | Discográfica  | Productor     |
| Live at the Playroom | 2007                 | EMI Australia | Independiente |

### Sencillos
- 2007: «Runnin' Wild»
- 2007: «Too Much, Too Young, Too Fast»
- 2007: «Diamond in the Rough»
- 2010: «No Way But The Hard Way»
- 2010: «Blonde, Bad and Beautiful»
- 2010: «Bottom of the Well»
- 2013: «Live It Up»
- 2013: «No One Fits Me (Better Than You)»